# Giáo hội Công giáo Ukraina
Giáo hội Công giáo Hy Lạp Ukraina là một giáo hội Công giáo Đông phương tự quản (sui iuris) có trụ sở tại Ukraina và được đứng đầu bởi một tổng giám mục thượng quyền. Giáo hội Công giáo Hy Lạp Ukraina là một giáo hội riêng biệt trong Giáo hội Công giáo và hiệp thông hoàn toàn với Toà Thánh. Đây là giáo hội riêng biệt có số giáo dân lớn thứ ba, chỉ đứng sau Giáo hội Latinh và Giáo hội Syro-Malabar. Tước tổng giám mục thượng quyền của vị đứng đầu Giáo hội có địa vị ngang bằng với tước thượng phụ của các giáo hội Công giáo Đông phương khác. Người đứng đầu Giáo hội đương nhiệm là Tổng giám mục Thượng quyền Sviatoslav Shevchuk.
Giáo hội Công giáo Ukraina tự nhận mình là hậu duệ của Tòa Đô thành trưởng Kyiv và toàn Rus', một địa hạt được Đại vương công Vladimir Cả thiết lập vào năm 988 sau cuộc Kitô giáo hóa nước Rus' Kyiv. Sau khi Tòa Đô thành trưởng Kyiv, Halych và toàn Rus' được thiết lập, theo đề nghị của Liên hiệp Brest, giáo hội của người Rus' theo Công giáo được thuyên chuyển từ thẩm quyền của Tòa Thượng phụ Đại kết Constantinopolis sang thẩm quyền của Tòa Thánh, và bằng cách ấy Giáo hội Quy nhất Ruthenia được thành lập. Cần nói thêm, Liên hiệp Brest là một hiệp ước hai bên, với một bên là Giáo hội Chính thống giáo Ruthenia tại Liên bang Ba Lan và Lietuva, nằm dưới quyền lãnh đạo của Đô thành trưởng Michal III – Đô thành trưởng Kyiv, Halych và toàn Rus', và bên còn lại là Giáo hội Latinh do Giáo tông Clemens VIII lãnh đạo.
Sau chuỗi sự kiện Phân chia Ba Lan, tất cả các giáo phận trực thuộc Giáo hội Quy nhất Ruthenia (tiếng Latinh: Ecclesia Ruthena unita) có lãnh thổ thuộc Đế quốc Nga và Vương quốc Phổ đều bị giải thể. Duy chỉ có ba giáo phận có lãnh thổ thuộc Vương quốc Galicia và Lodomeria (tức Ba Lan thuộc Áo) còn sót lại với tư cách là các giáo phận trực thuộc Liên hiệp Brest. Đến năm 1963, Giáo hội được công nhận là giáo hội của người Ukraina nhờ nỗ lực của Hồng y Yosyf Slipyy (thường được gọi cách không chính thức là Thượng phụ Yosyf).
Vào năm 1963, vị bản quyền của Giáo hội Công giáo Ukraina được ban tước hiệu "Tổng giám mục Thượng quyền". Hiện nay vị này cũng giữ tước hiệu "Tổng giám mục Thượng quyền Chính tòa Kyiv-Halych". Tuy nhiên, các giáo chủ và tín hữu thuộc giáo hội này vẫn hay tôn xưng vị bản quyền của mình là "Đức Thượng phụ" và đã đề nghị Giáo tông công nhận danh xưng này nhưng chưa thành công.